# Simone Bentivoglio
Simone Bentivoglio (Pinerolo, 29 maggio 1985) è un allenatore di calcio ed ex calciatore italiano, di ruolo centrocampista.

## Caratteristiche tecniche
Centrocampista centrale tecnico, dotato di buon tiro, inizialmente veniva schierato come esterno di fascia sinistra.

## Carriera

### Giocatore

#### Club

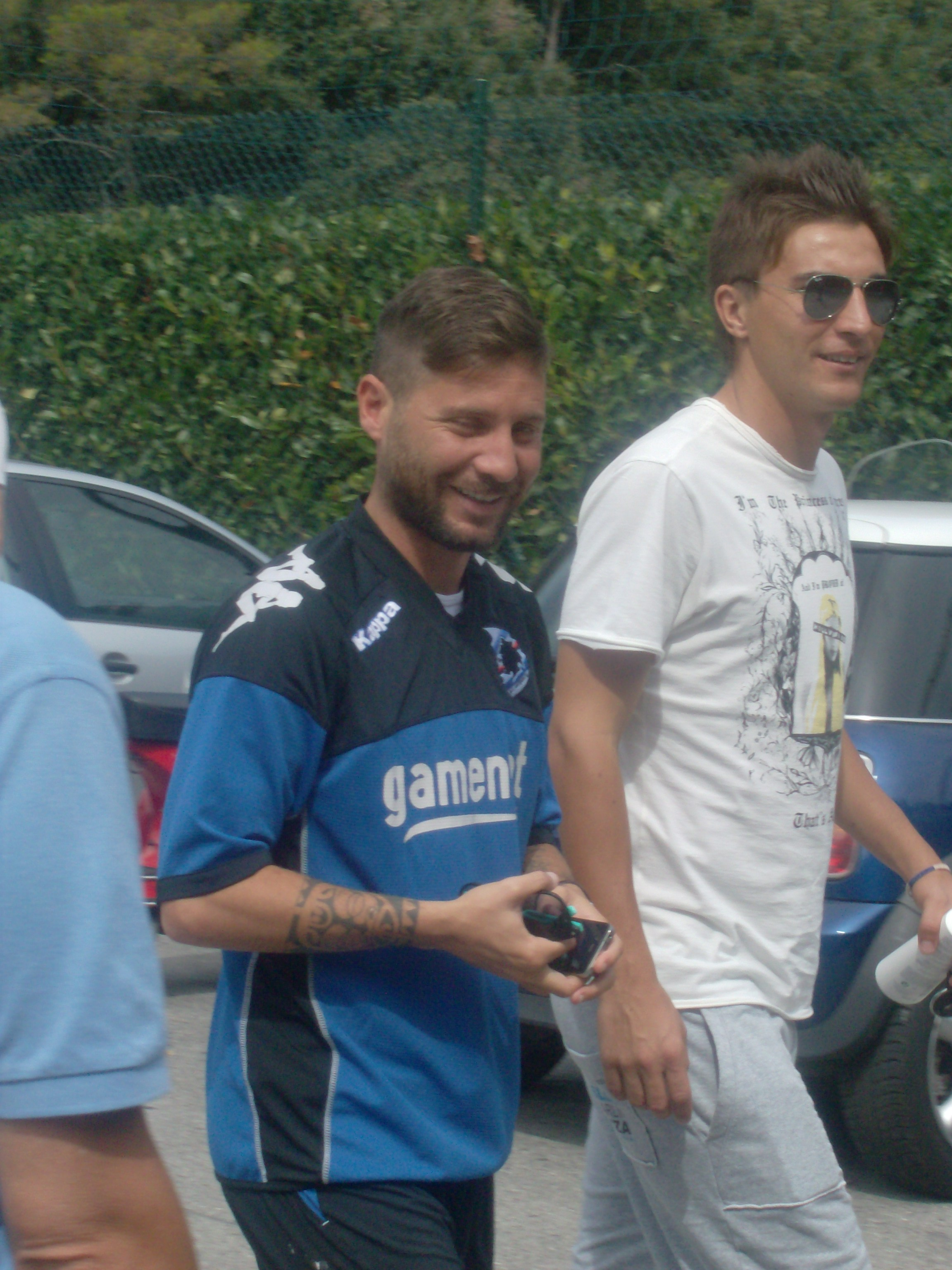
Bentivoglio insieme a Pasquale Foggia (a sinistra) al Centro Sportivo della Sampdoria nel settembre 2011

Cresciuto calcisticamente nel settore giovanile della Juventus, dove vince due Torneo di Viareggio, nell'estate 2005 viene mandato in prestito al Mantova in Serie B, dove gioca 16 partite.
Nel calciomercato estivo del 2006 viene acquistato in comproprietà dal Chievo che lo gira in prestito in Serie B al Modena, dove gioca con più continuità (34 presenze totali).
Nell'estate 2007 il Chievo, neo-retrocesso in Serie B, acquista l'intero cartellino del calciatore; Simone conquista un posto da titolare nel centrocampo clivense che ottiene, a fine stagione, la promozione in Serie A (38 presenze e 6 gol).
Il 31 agosto 2008 Simone esordisce in Serie A nella partita Chievo-Reggina; il primo gol in Serie A avviene invece il 14 dicembre 2008 durante Inter-Chievo.
Nelle due stagioni 2008-2009 e 2009-2010, giocando 58 partite, contribuisce alla permanenza del Chievo in Serie A.
Nella Stagione 2010-2011 Simone gioca con meno costanza, (12 presenze), e per questo motivo il 25 gennaio 2011 si trasferisce in prestito con diritto di riscatto (non esercitato) al Bari, dove gioca 16 partite segnando 2 gol.
Il 24 agosto 2011 il Chievo lo cede in prestito con diritto di riscatto alla Sampdoria in cambio del centrocampista Paolo Sammarco. Trova la prima rete in blucerchiato nella partita giocata a Marassi contro il Modena, terminata 1-1.
Il 26 gennaio 2012 passa al Padova con la formula del prestito con diritto di riscatto definitivo. Debutta da titolare due giorni dopo nella vittoria per 1-0 contro il Cittadella. Il 18 febbraio in occasione di Padova-Empoli 1-1 tocca quota 200 presenze da professionista.
Il 21 aprile, in occasione di Livorno-Padova 1-2, stabilisce lo stesso record in campionato con i club.
Conclude la stagione con 19 presenze in campionato.
Dopo aver saltato tutta la stagione 2012-2013 per squalifica, nell'estate 2013 viene reintegrato nella rosa del Chievo Verona. Ritorna in campo il 21 settembre 2013 nella partita di campionato Chievo-Udinese.
Dopo il prestito al Brescia nella stagione 2014-2015, il 1º luglio 2015 ritorna al Chievo ma il 28 agosto rescinde il proprio contratto di comune accordo con i clivensi rimanendo così svincolato.

Tre giorni dopo viene ingaggiato dal Modena. Gioca 24 partite e segna 2 gol non riuscendo ad evitare la retrocessione dei canarini.
L'8 luglio 2016 viene presentato come nuovo acquisto del Venezia in Lega Pro. Dopo le esperienze di Siena e Venezia in Lega Pro, nell'Agosto 2021 firma per la formazione veronese del Vigasio militante nel campionato di Eccellenza, il 7 novembre 2021 nella vittoria 3 a 0 contro la Belfiorese, segnerà il suo primo gol con la maglia del Vigasio.
Nel settembre del 2022, dopo aver iniziato ad allenare l'Under-19 del Vigasio da febbraio, consegue il patentino UEFA A a Coverciano che abilita ad allenare formazioni giovanili e squadre fino alla Lega Pro e consente di essere allenatore in seconda in Serie A e B.

#### Nazionale
Bentivoglio ha giocato in tutte le nazionali giovanili dell'Italia, collezionando in totale 44 presenze e 4 reti.
Nel 2005 partecipa al Mondiale Under 20, conclusosi con l'eliminazione ai quarti di finale dell'Italia, disputando tutte e cinque le partite.
Il 12 dicembre 2006 esordisce con l'Under-21 nella partita amichevole tra Italia-Lussemburgo 2-0.

### Allenatore
Nell'estate 2022 inizia la carriera di allenatore. Si accorda infatti con i veneti del Vigasio, per guidare la formazione under 19. Il 4 ottobre successivo, dopo l'esonero di Manuel Spinale, viene promosso alla guida della prima squadra militante in Eccellenza, venendo però esonerato a sua volta il 12 dicembre.
Il 19 marzo 2024, subentra sulla panchina dell'Arzignano Valchiampo, in Serie C, al posto dell'esonerato Giuseppe Bianchini. Quindi, conduce i giallazzurri alla salvezza diretta al termine della stagione. Il 18 maggio dello stesso anno, viene annunciata ufficialmente l'interruzione del rapporto fra il tecnico e la squadra.
Il 19 novembre 2024 viene nominato nuovo allenatore del Piacenza in Serie D ma, dopo aver diretto l'allenamento del pomeriggio ed in seguito alle proteste dei tifosi in relazione alla sua vicenda di calcioscommesse, nella stessa giornata viene esonerato  e sostituito da Stefano Rossini. L'esonero dopo appena 8 ore è diventato il più veloce d'Italia e il secondo a livello mondiale, dopo quello di Leroy Rosenior con il Torquay United Football Club durato appena 37 minuti.

## Controversie
Nell'interrogatorio del giocatore del Piacenza Carlo Gervasoni, arrestato nell'ambito dell'inchiesta calcioscommesse, vengono fatti i nomi di "Andrea Masiello, Daniele Padelli, Alessandro Parisi, Marco Rossi e Simone Bentivoglio" per la presunta combine della partita Palermo-Bari del 7 maggio 2011.
Il 26 luglio 2012 viene deferito dal procuratore federale Stefano Palazzi per omessa denuncia di Bari-Sampdoria e Bari-Lecce del 2011.
Il 3 agosto Palazzi richiede per lui una squalifica pari a 3 anni e 6 mesi. Il 4 agosto, patteggiando, viene squalificato per 13 mesi e multato di 50.000 euro.

## Statistiche

### Presenze e reti nei club
| Stagione             | Squadra              | Campionato           | Campionato | Campionato | Coppe nazionali | Coppe nazionali | Coppe nazionali | Coppe continentali | Coppe continentali | Coppe continentali | Altre coppe | Altre coppe | Altre coppe | Totale | Totale |
| Stagione             | Squadra              | Comp                 | Pres       | Reti       | Comp            | Pres            | Reti            | Comp               | Pres               | Reti               | Comp        | Pres        | Reti        | Pres   | Reti   |
| -------------------- | -------------------- | -------------------- | ---------- | ---------- | --------------- | --------------- | --------------- | ------------------ | ------------------ | ------------------ | ----------- | ----------- | ----------- | ------ | ------ |
| 2005-2006            | Mantova              | B                    | 16         | 0          | CI              | 0               | 0               | -                  | -                  | -                  | -           | -           | -           | 16     | 0      |
| 2006-2007            | Modena               | B                    | 34         | 0          | CI              | 0               | 0               | -                  | -                  | -                  | -           | -           | -           | 34     | 0      |
| 2007-2008            | Chievo               | B                    | 38         | 6          | CI              | 0               | 0               | -                  | -                  | -                  | -           | -           | -           | 38     | 6      |
| 2008-2009            | Chievo               | A                    | 23         | 1          | CI              | 1               | 0               | -                  | -                  | -                  | -           | -           | -           | 24     | 1      |
| 2009-2010            | Chievo               | A                    | 35         | 1          | CI              | 3               | 3               | -                  | -                  | -                  | -           | -           | -           | 38     | 4      |
| 2010-gen. 2011       | Chievo               | A                    | 12         | 0          | CI              | 3               | 0               | -                  | -                  | -                  | -           | -           | -           | 15     | 0      |
| gen.-giu. 2011       | Bari                 | A                    | 16         | 2          | CI              | 0               | 0               | -                  | -                  | -                  | -           | -           | -           | 16     | 2      |
| 2011-gen. 2012       | Sampdoria            | B                    | 15         | 1          | CI              | 0               | 0               | -                  | -                  | -                  | -           | -           | -           | 15     | 1      |
| gen.-giu. 2012       | Padova               | B                    | 19         | 0          | CI              | 0               | 0               | -                  | -                  | -                  | -           | -           | -           | 19     | 0      |
| 2012-2013            | Chievo               | A                    | -          | -          | CI              | -               | -               | -                  | -                  | -                  | -           | -           | -           | -      | -      |
| 2013-2014            | Chievo               | A                    | 19         | 1          | CI              | 2               | 0               | -                  | -                  | -                  | -           | -           | -           | 21     | 1      |
| Totale Chievo        | Totale Chievo        | Totale Chievo        | 127        | 9          |                 | 9               | 3               |                    | -                  | -                  |             | -           | -           | 136    | 12     |
| 2014-2015            | Brescia              | B                    | 32         | 0          | CI              | 1               | 0               | -                  | -                  | -                  | -           | -           | -           | 33     | 0      |
| 2015-2016            | Modena               | B                    | 25         | 2          | CI              | 0               | 0               | -                  | -                  | -                  | -           | -           | -           | 25     | 2      |
| Totale Modena        | Totale Modena        | Totale Modena        | 59         | 2          |                 | 0               | 0               |                    | -                  | -                  |             | -           | -           | 59     | 2      |
| 2016-2017            | Venezia              | LP                   | 26         | 2          | CI-LP           | 4               | 0               | -                  | -                  | -                  | SC-LP       | 2           | 1           | 32     | 3      |
| 2017-2018            | Venezia              | B                    | 21         | 2          | CI              | 1               | 0               | -                  | -                  | -                  | -           | -           | -           | 20     | 2      |
| 2018-2019            | Venezia              | B                    | 26+2       | 2          | CI              | 1               | 0               | -                  | -                  | -                  | -           | -           | -           | 29     | 2      |
| Totale Venezia       | Totale Venezia       | Totale Venezia       | 75         | 6          |                 | 6               | 0               |                    | -                  | -                  |             | 2           | 1           | 83     | 7      |
| 2019-gen. 2020       | Siena                | C                    | 3          | 0          | CI+CI-C         | 0               | 0               | -                  | -                  | -                  | -           | -           | -           | 3      | 0      |
| gen.-giu. 2020       | Virtus Verona        | C                    | 8          | 1          | CI-C            | 0               | 0               | -                  | -                  | -                  | -           | -           | -           | 8      | 1      |
| 2020-2021            | Virtus Verona        | C                    | 24         | 0          | -               | -               | -               | -                  | -                  | -                  | -           | -           | -           | 24     | 0      |
| Totale Virtus Verona | Totale Virtus Verona | Totale Virtus Verona | 32         | 1          |                 | -               | -               |                    | -                  | -                  |             | -           | -           | 32     | 1      |
| 2021-2022            | Vigasio              | Ecc                  | 24         | 3          | CI-D            | 0               | 0               | -                  | -                  | -                  | -           | -           | -           | 0      | 0      |
| Totale carriera      | Totale carriera      | Totale carriera      | 391        | 21         |                 | 16              | 3               |                    | -                  | -                  |             | 2           | 1           | 408    | 25     |

### Cronologia presenze e reti in nazionale
| Cronologia completa delle presenze e delle reti in nazionale ― Italia under 21 | Cronologia completa delle presenze e delle reti in nazionale ― Italia under 21 | Cronologia completa delle presenze e delle reti in nazionale ― Italia under 21 | Cronologia completa delle presenze e delle reti in nazionale ― Italia under 21 | Cronologia completa delle presenze e delle reti in nazionale ― Italia under 21 | Cronologia completa delle presenze e delle reti in nazionale ― Italia under 21 | Cronologia completa delle presenze e delle reti in nazionale ― Italia under 21 | Cronologia completa delle presenze e delle reti in nazionale ― Italia under 21 |
| Data                                                                           | Città                                                                          | In casa                                                                        | Risultato                                                                      | Ospiti                                                                         | Competizione                                                                   | Reti                                                                           | Note                                                                           |
| ------------------------------------------------------------------------------ | ------------------------------------------------------------------------------ | ------------------------------------------------------------------------------ | ------------------------------------------------------------------------------ | ------------------------------------------------------------------------------ | ------------------------------------------------------------------------------ | ------------------------------------------------------------------------------ | ------------------------------------------------------------------------------ |
| 12-12-2006                                                                     | Vibo Valentia                                                                  | Italia under 21                                                                | 2 – 0                                                                          | Lussemburgo under 21                                                           | Amichevole                                                                     | -                                                                              | 71’                                                                            |
| Totale                                                                         |                                                                                | Presenze                                                                       | 1                                                                              |                                                                                | Reti                                                                           | 0                                                                              |                                                                                |

### Statistiche da allenatore
Statistiche aggiornate al 19 novembre 2024.
| Stagione        | Squadra              | Campionato      | Campionato | Campionato | Campionato | Campionato | Coppe nazionali | Coppe nazionali | Coppe nazionali | Coppe nazionali | Coppe nazionali | Coppe continentali | Coppe continentali | Coppe continentali | Coppe continentali | Coppe continentali | Altre coppe | Altre coppe | Altre coppe | Altre coppe | Altre coppe | Totale | Totale | Totale | Totale | % Vittorie | Piazzamento  |
| Stagione        | Squadra              | Comp            | G          | V          | N          | P          | Comp            | G               | V               | N               | P               | Comp               | G                  | V                  | N                  | P                  | Comp        | G           | V           | N           | P           | G      | V      | N      | P      | %          | Piazzamento  |
| --------------- | -------------------- | --------------- | ---------- | ---------- | ---------- | ---------- | --------------- | --------------- | --------------- | --------------- | --------------- | ------------------ | ------------------ | ------------------ | ------------------ | ------------------ | ----------- | ----------- | ----------- | ----------- | ----------- | ------ | ------ | ------ | ------ | ---------- | ------------ |
| ott.-dic. 2022  | Vigasio              | Ecc.            | 9          | 3          | 3          | 3          | CI-Ecc.         | 1               | 1               | 0               | 0               | -                  | -                  | -                  | -                  | -                  | -           | -           | -           | -           | -           | 10     | 4      | 3      | 3      | 40,00      | Sub., Eson.  |
| mar.-giu. 2024  | Arzignano Valchiampo | C               | 6          | 2          | 2          | 2          | CI-C            | -               | -               | -               | -               | -                  | -                  | -                  | -                  | -                  | -           | -           | -           | -           | -           | 6      | 2      | 2      | 2      | 33,33      | Sub., 16º    |
| nov. 2024       | Piacenza             | D               | 0          | 0          | 0          | 0          | CI-D            | 0               | 0               | 0               | 0               | -                  | -                  | -                  | -                  | -                  | -           | -           | -           | -           | -           | 0      | 0      | 0      | 0      | —          | Sub., Risol. |
| Totale carriera | Totale carriera      | Totale carriera | 15         | 5          | 5          | 5          |                 | 1               | 1               | 0               | 0               |                    | -                  | -                  | -                  | -                  |             | -           | -           | -           | -           | 16     | 6      | 5      | 5      | 37,50      |              |

## Palmarès

### Club

#### Competizioni giovanili
- Torneo di Viareggio: 3

Juventus: 2003, 2004, 2005
- Coppa Italia Primavera: 1

Juventus: 2003-2004

#### Competizioni nazionali
- Campionato italiano di Serie B: 1

Chievo Verona: 2007-2008
- Lega Pro: 1

Venezia: 2016-2017
- Coppa Italia Lega Pro: 1

Venezia: 2016-2017